# Афанасово (Афанасовский сельсовет)
Афанасово — деревня в Бабаевском районе Вологодской области.
Входит в состав Борисовского сельского поселения (с 1 января 2006 года по 13 апреля 2009 года входила в Афанасовское сельское поселение), с точки зрения административно-территориального деления — в Афанасовский сельсовет.
Расстояние до районного центра Бабаево по автодороге — 51 км, до центра муниципального образования села Борисово-Судское по прямой — 15 км. Ближайшие населённые пункты — Нестерово, Пячкалово, Слобода.
По переписи 2002 года население — 5 человек.